# Utetheisa rufomarginata
Utetheisa rufomarginata är en fjärilsart som beskrevs av Stett.-statt. 1939. Utetheisa rufomarginata ingår i släktet Utetheisa och familjen björnspinnare. Inga underarter finns listade i Catalogue of Life.